# Francesco Boncompagni
Francisco Boncompagni, em italiano Francesco Boncompagni (Sora, 21 de janeiro de 1592 - Nápoles, 9 de dezembro de 1641), foi um cardeal e arcebispo católico italiano.
Filho de Giacomo Boncompagni, duque de Sora e Acri e de Costanza Sforza di Santa Fiora. Neto do Papa Gregório XV, sobrinho do cardeal Filippo Boncompagni e Francesco Sforza, foi também o tio do cardeal Girolamo Boncompagni e tio-avô do cardeal Giacomo Boncompagni.
Estudou na Universidade de Bolonha e recebeu seu doutorado em direito canônico e direito civil in utroque jure, 20 de maio de 1615.
O Papa Gregório XV o elevou ao posto de cardeal no consistório em 19 de abril de 1621; e em 11 de julho de 1622 o elegeu bispo de Fano.